# Elisabeth Krauß
Elisabeth Krauß (geboren am 29. Juli 1569 in Bronnamberg; gestorben am 5. April 1639 in Nürnberg) war eine deutsche Philanthropin, die eine Studienstiftung ins Leben rief.

## Leben
Elisabeth war Tochter der Bauernsleute Hanß und Elisabeth Streit. Im Alter von 10 Jahren verdingte sie sich in Nürnberg als Dienstmagd und versah nach eigenem Bekunden ihren Dienst derartig fleißig und ehrlich, dass ihr letzter Dienstherr, der Händler Konrad Krauß, Sohn von Conrad Krauß, sie am 21. März 1598 ehelichte. Mit ihrem Mann lebte sie die folgenden 34 Jahre zusammen; aus der Verbindung gingen drei Kinder hervor: Johann (starb als Säugling), Conrad (starb im Alter von 31 Jahren) und Elisabeth (starb im Alter von 21 Jahren). Ihr Mann starb am 22. Januar 1632 an einer in Nürnberg grassierenden Seuche. Sie selbst überlebte ihn noch um sieben Jahre; ihr Grab auf dem Rochusfriedhof überdauert bis heute.
Als Wohltäterin machte sich „Elisabetha Kraußin“ zeitlebens insbesondere im Kriegsjahr 1632 verdient, als sie einen Krankendienst versah. Sie hinterließ in ihrem Vermächtnis 127 000 Gulden, welche sie auf mehrere Stiftungen verteilte:
- Jährlich sollten 12 bedürftige Studenten der Theologie gefördert werden
- Vertriebene und verarmte Prediger und Schuldiener sollten Zuwendungen erhalten
- in ihrer Heimat bei Cadolzburg sollten je 200 bedürftige Männer und Frauen unterstützt werden
- Nürnberger Findelkinder und deren Vormünder sollten alljährlich zu Johannis an ihrem Grab beten und dann in ihrem Stiftungshaus eine gute Mahlzeit erhalten können

Diese Stiftungen fanden erheblichen Nachhall: Im Sommer 1739 fand ein Kraußisches Jubelfest zu ihrem Gedenken statt; zum Zeitpunkt der Festreden waren aus den Stiftungen bereits 197 000 Gulden ausgeschüttet worden; 302 Studenten seien in den Genuss von Stipendien gekommen. Die Stiftungen arbeiteten auch 1806 noch weitgehend gemäß ihrer ursprünglichen Bestimmung, und auch die Speisung der Findelkinder fand weiterhin statt. Krauß wurde verschiedentlich als größte private Stifterin des evangelischen Deutschland bezeichnet. Im 20. Jahrhundert fiel das Kapital der Stiftungen allerdings der Inflation zum Opfer.